# Castelul Bran

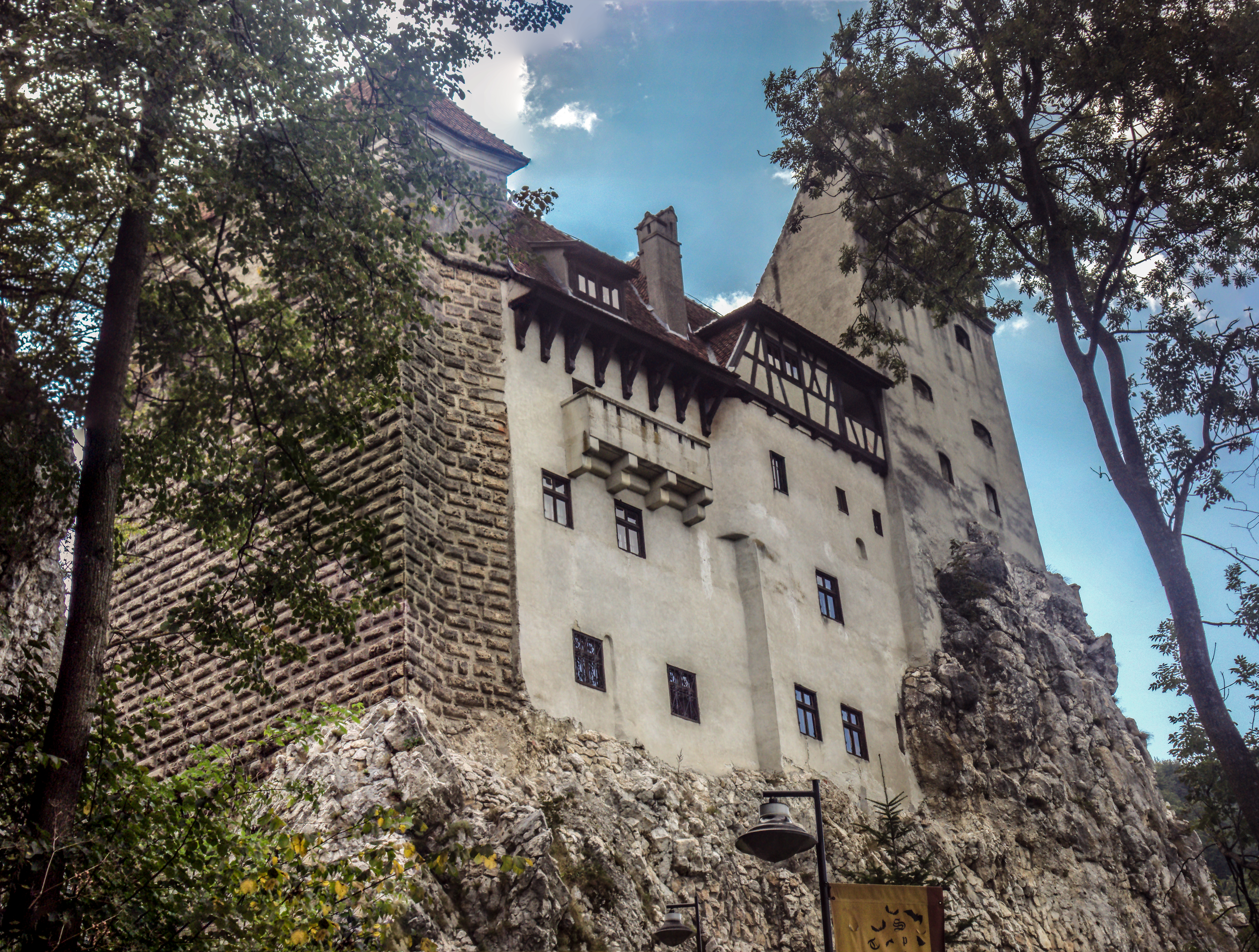
Fațadă a castelului Bran

Castelul Bran (în germană Die Törzburg, Toerzburg sau Terzburg, în maghiară Törcsvár) este un monument istoric și arhitectonic situat în Culoarul Rucăr-Bran, la 30 de kilometri de Brașov (germană Kronstadt), în sud-estul Transilvaniei respectiv în regiunea etnografică Țara Bârsei (germană Burzenland).

## Istorie

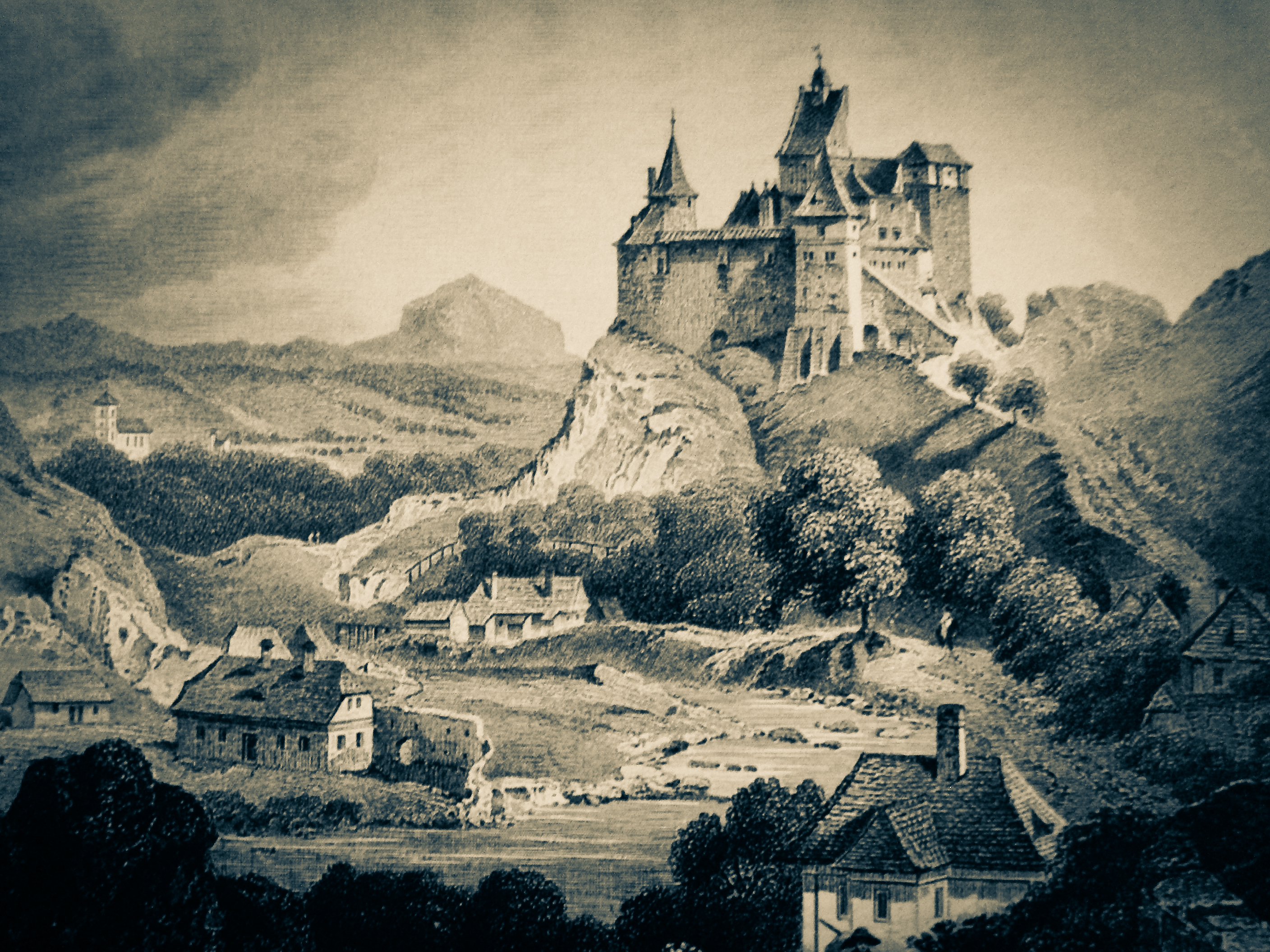
Bran, pictură de Ludwig Rohbock (1883)

Un document emis de regele Ludovic I al Ungariei (1342-1382) la 17 noiembrie 1377 în Zvolen le confirmă sașilor din Scaunul Brașovului (totaque communitas Saxonum sedis Brassouiensis) dreptul de a ridica, conform promisiunii, pe cheltuiala și cu meșterii lor, o nouă cetate de piatră la Bran (promiserunt novum castrum in lapide Tydrici edificare). Cu această ocazie, regele le promite brașovenilor că, dacă Țara Românească va ajunge „în mâinile noastre”, atunci vama va fi mutată de la Rucăr (Ruffa Arbor) la Bran. Referința din textul documentului din 1377 cu privire la o „nouă cetate de piatră” permite deducția că fortificația de piatră, ce urma să fie edificată pe acest loc, a fost precedată de o întăritură de graniță mai veche. Această cetate, probabil din lemn, a fost ridicată de cavalerii teutoni între 1211-1225. Ea îi este atribuită magistrului Theodorikus. În secolul al XIII-lea, teritoriul cetății Bran a fost supus jurisdicției comitatului regal de Alba Iulia. 
În anul 1395, Sigismund de Luxemburg, împărat german și rege al Ungariei, a folosit castelul Bran ca bază strategică pentru o incursiune în Țara Românească, în urma căreia l-a îndepărtat pe voievodul Vlad Uzurpatorul, rivalul lui Mircea cel Bătrân, vasalul său.

Bran în Harta Iosefină a Transilvaniei, 1769-1773

În 1407, Sigismund îi acordă lui Mircea stăpânirea castelelor Bran (fără domeniul aferent) și Bologa. Branul rămâne sub autoritatea Țării Românești până în 1419.
În anul 1427 castelul Bran a trecut din proprietatea scaunului Brașovului în cea a Coroanei Ungariei, care a finanțat lucrările de fortificare și de extindere. În 1498 cetatea Branului a fost închiriată de regalitatea maghiară către Scaunul Brașovului. 
La 1 decembrie 1920, din inițiativa primarului Karl Ernst Schnell, Consiliul Orășenesc Brașov a donat castelul reginei Maria a României, în semn de recunoștință față de contribuția sa la înfăptuirea Marii Uniri. La moartea reginei, în 1938, castelul a fost moștenit de către fiica sa preferată, principesa Ileana, căsătorită cu arhiducele Anton, membru al fostei familii imperiale de Habsburg. În timpul celui de-Al Doilea Război Mondial, Ileana s-a întors cu familia în țară și a locuit la Bran. A înființat un spital pentru victimele războiului.
După 1948 Castelul Bran a fost naționalizat și a intrat în proprietatea statului român. Castelul a fost deschis vizitelor publice începând cu 1956, fiind amenajat ca muzeu de istorie și artă feudală. În 1987 a intrat în restaurare, lucrare finalizată în linii mari în 1993. Castelul se redeschide ca muzeu și reintră în circuitul turistic.
La 18 mai 2006, după o perioadă de proceduri juridice, castelul este retrocedat legal moștenitorilor din familia de Habsburg. Cu toate acestea, statul român, prin Ministerul Culturii, îl va administra tranzitoriu și în următorii trei ani.
La data de 1 iunie 2009, castelul intră pe deplin în posesia moștenitorilor Principesei Ileana: arhiducele Dominic de Habsburg, arhiducesa Maria Magdalena Holzhausen și arhiducesa Elisabeta Sandhofer.

## Arhitectură
Inițial, Castelul Bran a fost o construcție militară de apărare având la bază forma unui patrulater neregulat. În timp, cetatea a suferit numeroase modificări, printre care: adăugarea turnului de sud (în 1622, după planurile principelui Gabriel Bethlen), construirea unui turn dreptunghiular la est, iar între 1883 și 1886, acoperișul a fost îmbrăcat cu țiglă.
Cetatea a fost transformată în reședință regală în anul 1920, odată cu intrarea în proprietatea reginei Maria, iar în perioada 1920 - 1929 s-au realizat cele mai importante lucrări de restaurare.

## Prezent

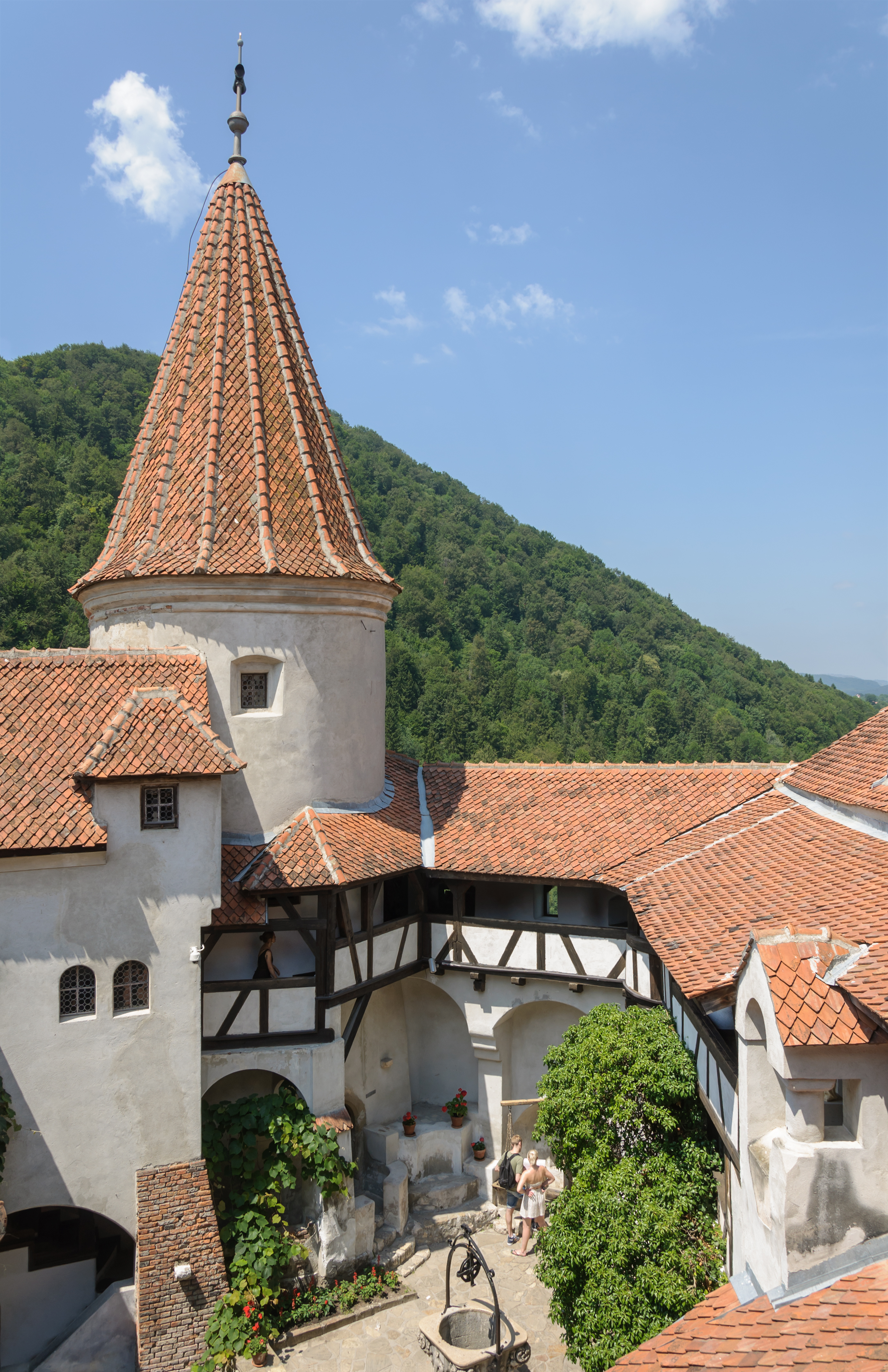
Curtea interioară a castelului Bran

Castelul Bran se situează la mai puțin de 30 km de Brașov, pe șoseaua ce pornește din vechiul cartier Bartolomeu și leagă Brașovul de Câmpulung. Castelul Bran este construit pe o stâncă, într-un punct cheie din punct de vedere strategic.
În prezent, în muzeul de patru etaje sunt expuse colecții de mobilier, costume, arme și armuri, iar Domeniul Bran cuprinde, de asemenea, Parcul Regal cu cele două lacuri, Casa de ceai, Casa administratorului și Casa Principesa Ileana. 
În anul 2000, Castelul Bran a fost revendicat de arhiducele Dominic de Habsburg și de surorile sale, Maria Magdalena Holzhausen și Elisabeth Sandhofer, moștenitorii principesei Ileana, de la care castelul fusese în 1948 trecut în proprietatea statului.
În luna mai a anului 2006, aceștia au devenit proprietarii castelului și ai domeniului aferent, în urma unei decizii guvernamentale de retrocedare.
Statul român a păstrat administrarea castelului pentru încă 3 ani, până în 18 mai 2009.
Înaintea retrocedării, Ministerul Culturii a dispus mutarea colecțiilor aparținând statului român de la Castelul Bran la Vama Medievală.
Pentru a putea redeschide muzeul, familia de Habsburg a remobilat castelul cu obiecte din colecția personală.
Redeschiderea oficială a muzeului s-a realizat la 1 iunie 2009.
Din 1 iunie 2018, noul sediu al Muzeului Național Bran este găzduit de imobilul din str. Aurel Stoian nr. 14, din Bran.